# حمامة خضراء مرقطة
حمامة خضراء مرقطة أو حمامة ليفربول (الاسم العلمي: Caloenas maculata)، هي نوع من أنواع الحمام المنقرض على الأرجح. وصف لأول مرة في عام 1783 من قبل جون لاثام، الذي رأى عيّنتين من أصل غير معروف ورسمًا يصور الطائر. كانت العلاقات التصنيفية للطائر غامضة منذ فترة طويلة، واقترح الكُتّاب الأوائل العديد من الاحتمالات المختلفة، على الرغم من أن فكرة أنها مرتبطة بحمامة نيكوبار (C. nicobarica) هي السائدة، وبالتالي وضعت في نفس الجنس، يمامة جميلة.أما اليوم، الأنواع معروفة منه فقط من عينة محفوظة في المتحف العالمي، ليفربول. تُغوضي عنه في معظم القرن العشرين، وقد أُعترف به باعتباره نوعًا منقرضًا صالحًا من قبل القائمة الحمراء للاتحاد الدولي لحفظ الطبيعة في عام 2008. قد يكون موطنه جزيرة في مكان ما في جنوب المحيط الهادئ أو المحيط الهندي، وقد اقترح أن قد يكون هذا الطائر هو ذاته المسمى تيتي (titi) من قبل سكان جزر تاهيتي. في عام 2014، أكدت دراسة وراثية أنه نوع متميز مرتبط بحمامة نيكوبار، وأظهرت أن الاثنين كانا أقرب أقرباء طائر الدودو المنقرض وناسك رودريغيس.
يبلغ طول العينة الباقية 32 سم (13 بوصة)، ريشها داكن جدًا وبني مع لمعة خضراء. ريش العنق ممدود، ومعظم الريش موجود على الأجزاء العلوية والأجنحة بها بقعة صفراء على الأطراف. المنقار أسود وأصفر الطرف، ونهاية الذيل به شريط شاحب اللون. أرجلها قصيرة نسبيًا وأجنحتها طويلة. قيل إنه كان يحتوي على مقبض على المنقار، لكن لا يوجد دليل على ذلك. على عكس حمامة نيكوبار، وهي حمامة أرضية بشكل رئيسي، تشير السمات الفيزيائية للحمام الأخضر المرقط إلى أنها كانت شجرية بشكل أساسي وتتغذى على الفاكهة. ربما كان الحمام الأخضر المرقط على وشك الانقراض بحلول الوقت الذي وصل فيه الأوروبيون إلى منطقته الأصلية، وربما اختفت بسبب الصيد الجائر والافتراس من قبل الحيوانات المجلوبة في حوالي عشرينيات القرن التاسع عشر.